# Bobo Sollander
Bobo Karl Nils Sollander Jansson, född 26 juni 1985, är en svensk före detta fotbollsspelare som spelade större delen av sin karriär för Östersunds FK.

## Karriär
Sollanders moderklubb är Frösö IF. I april 2006 gick han till Östersunds FK. Efter säsongen 2012 lämnade han ÖFK. I juni 2013 återvände han till klubben. Sollander gjorde mål i premiäromgången av Superettan 2015 mot IF Brommapojkarna. I november 2015 förlängdes hans kontrakt med ett år. I november 2016 förlängdes kontraktet återigen med ett år. Han avslutade karriären efter säsongen 2017.

## Privatliv
Bobo Sollanders morfar var Stig Sollander, bronsmedaljör i slalom i vinter-OS 1956 i Cortina d'Ampezzo.